# Blyerts-en
Blyerts-en (Juniperus virginiana) (rödceder) är en cypressväxtart som beskrevs av Carl von Linné. Blyerts-en ingår i släktet enar, och familjen cypressväxter. IUCN kategoriserar arten globalt som livskraftig. Arten förekommer tillfälligt i Sverige, men reproducerar sig inte. Dess egentliga utbredningsområde är i östra Nordamerika, från södra Québec till Florida och västerut till North Dakota och Texas.
Marken där arten växer kan bestå av sandsten och kalksten samt intill vattendrag av sand eller lera. Trädet bildar vanligen grupper eller skogar ofta tillsammans med arter av tallsläktet eller eksläktet. I bergstrakter når blyerts-en 1000 meter över havet.
Av dess trä tillverkas bland annat produkter som används för att hålla skadedjur borta från kläder och andra material i tyg. I dessa sammanhang går blyerts-en under namnet rödceder, ett namn som felaktigt dröjt sig kvar, se cedersläktet.  

## Underarter
Arten delas in i följande underarter:
- J. v. silicicola
- J. v. virginiana

## Bildgalleri

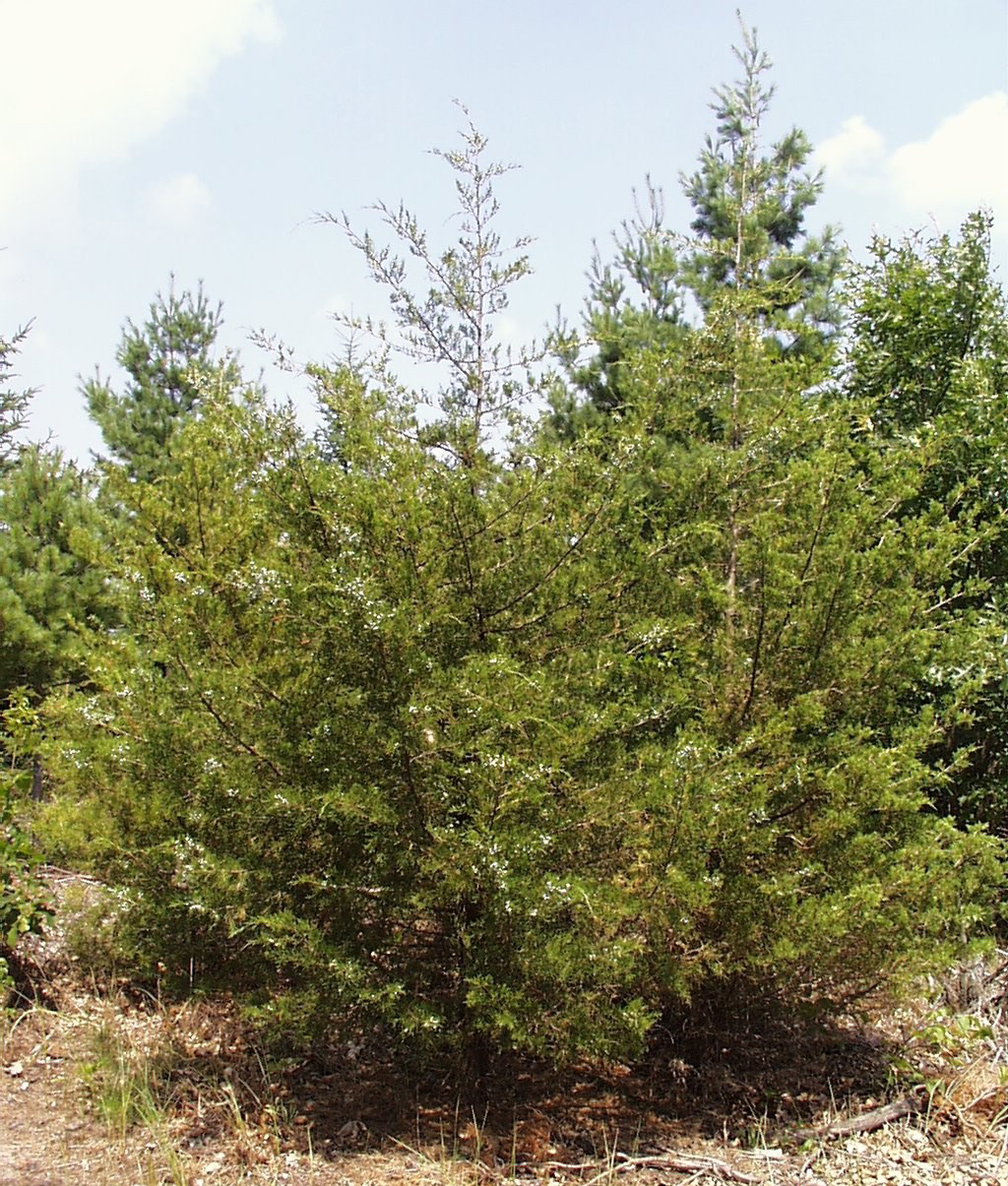
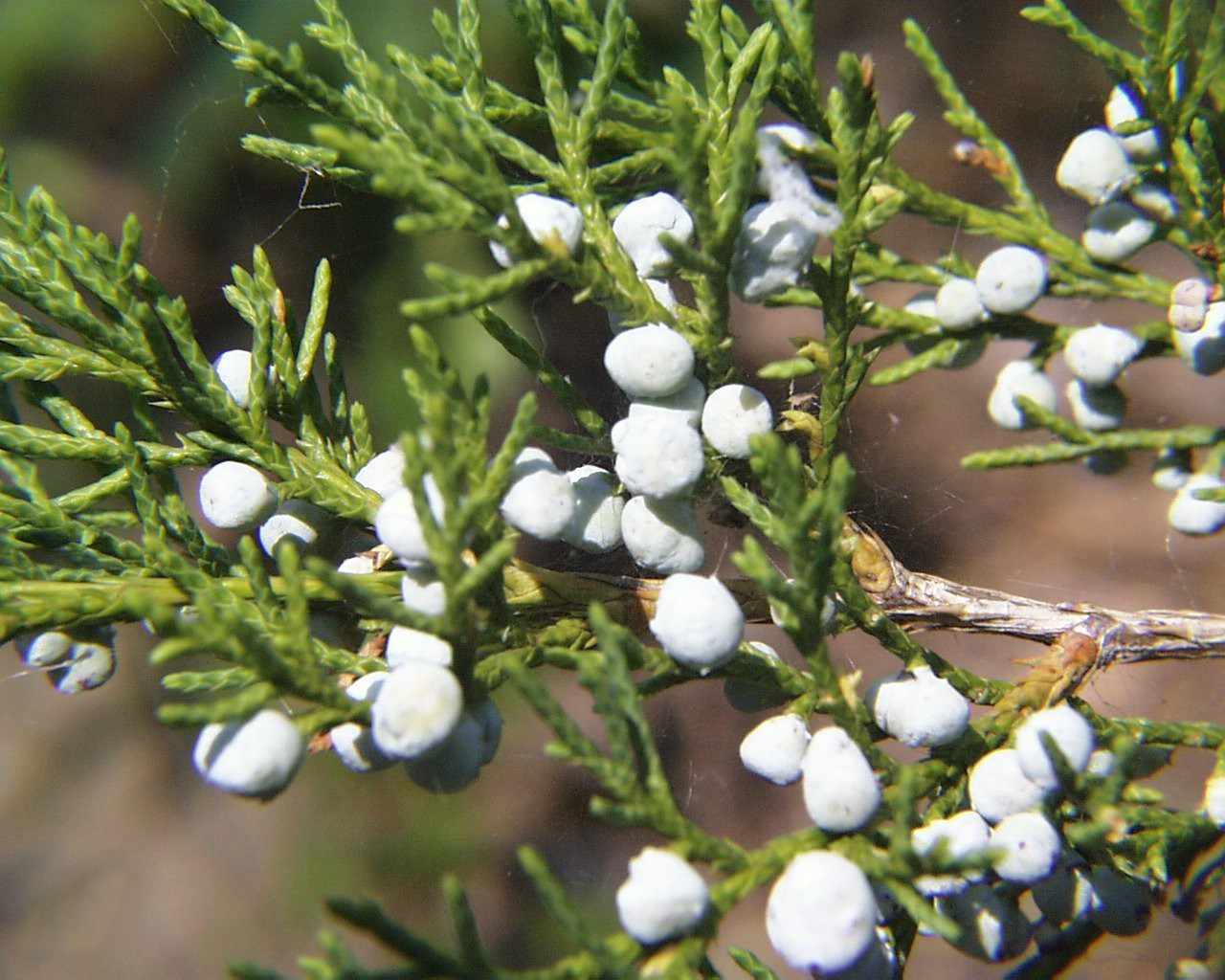
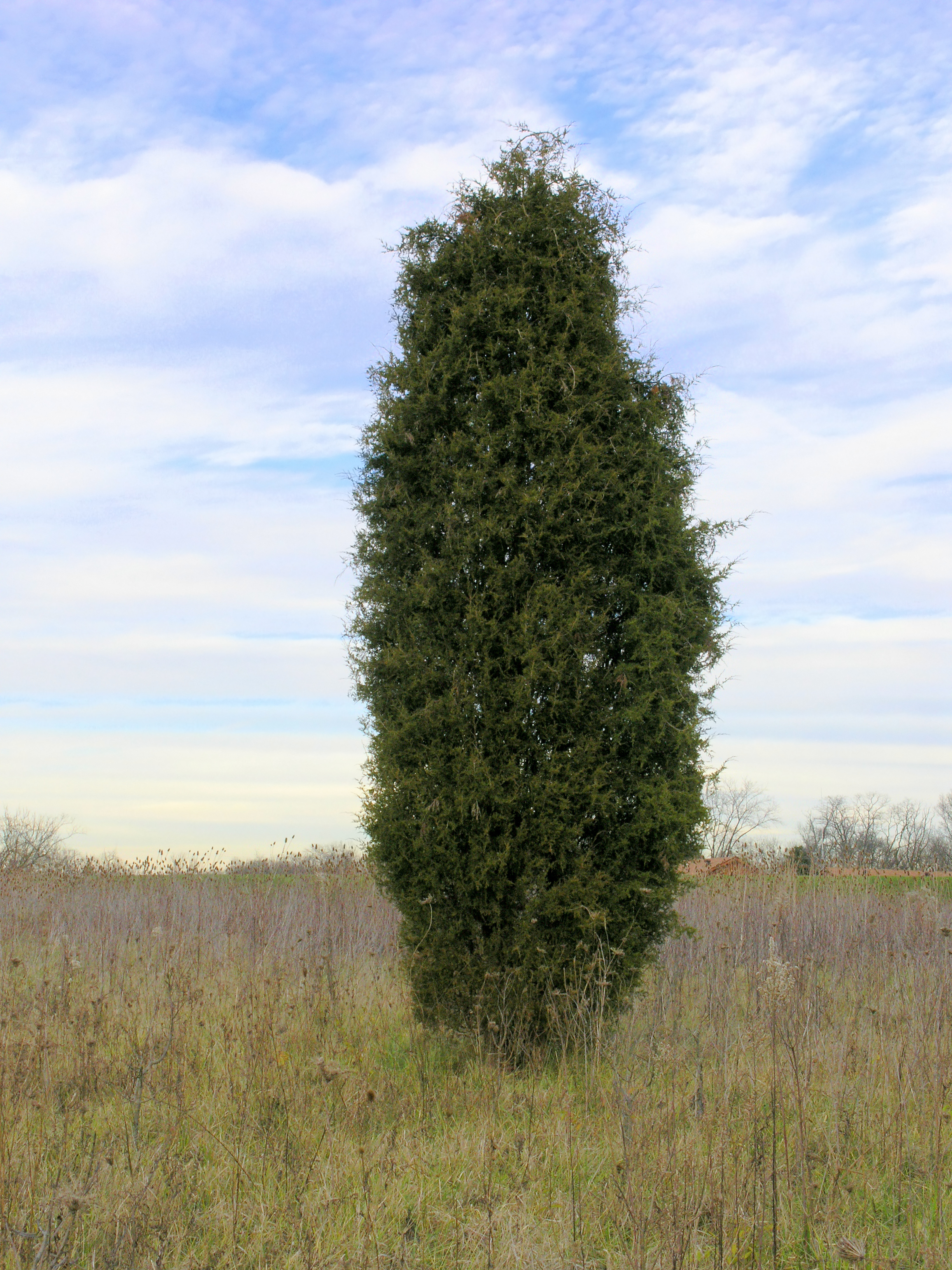
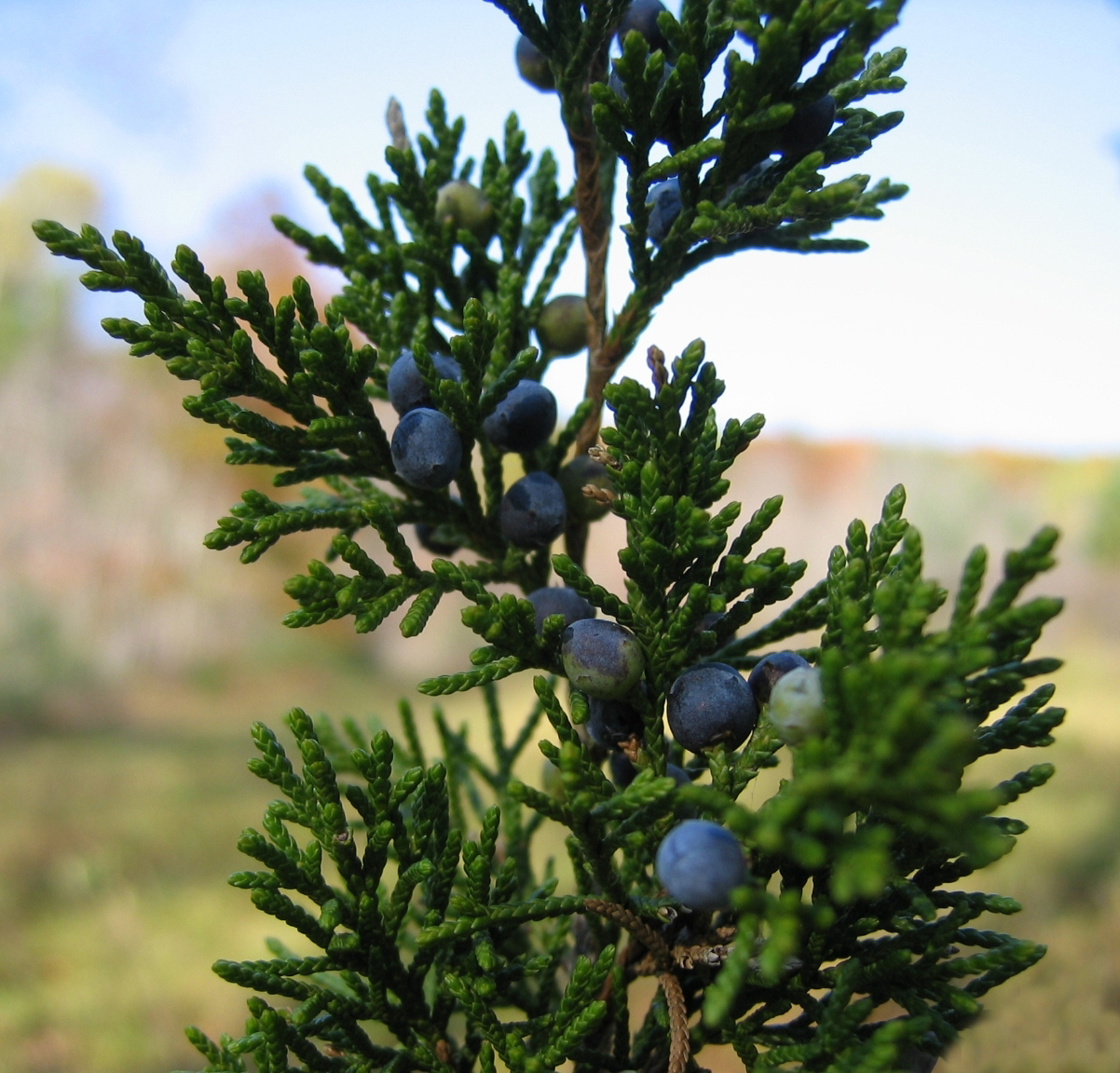
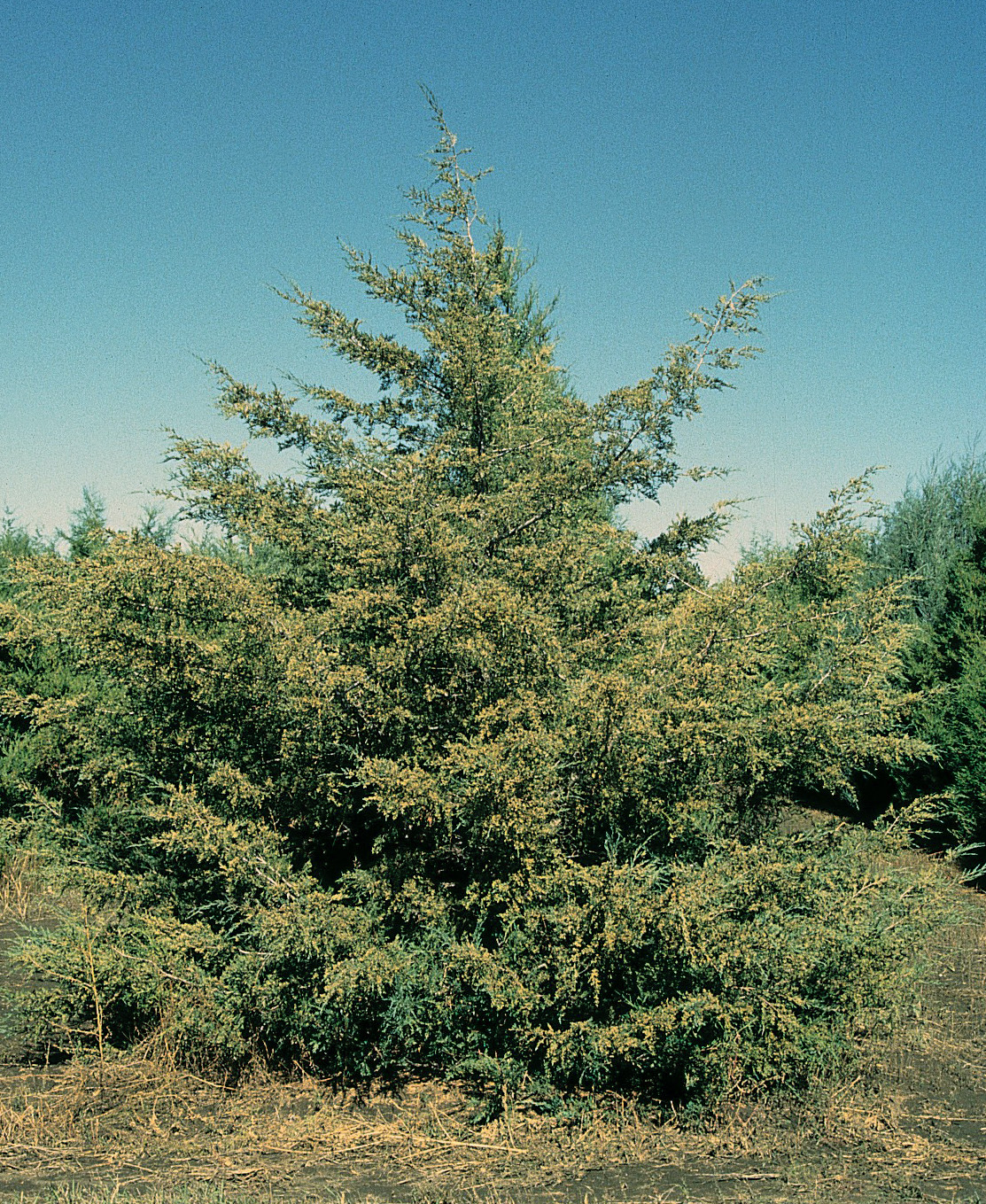
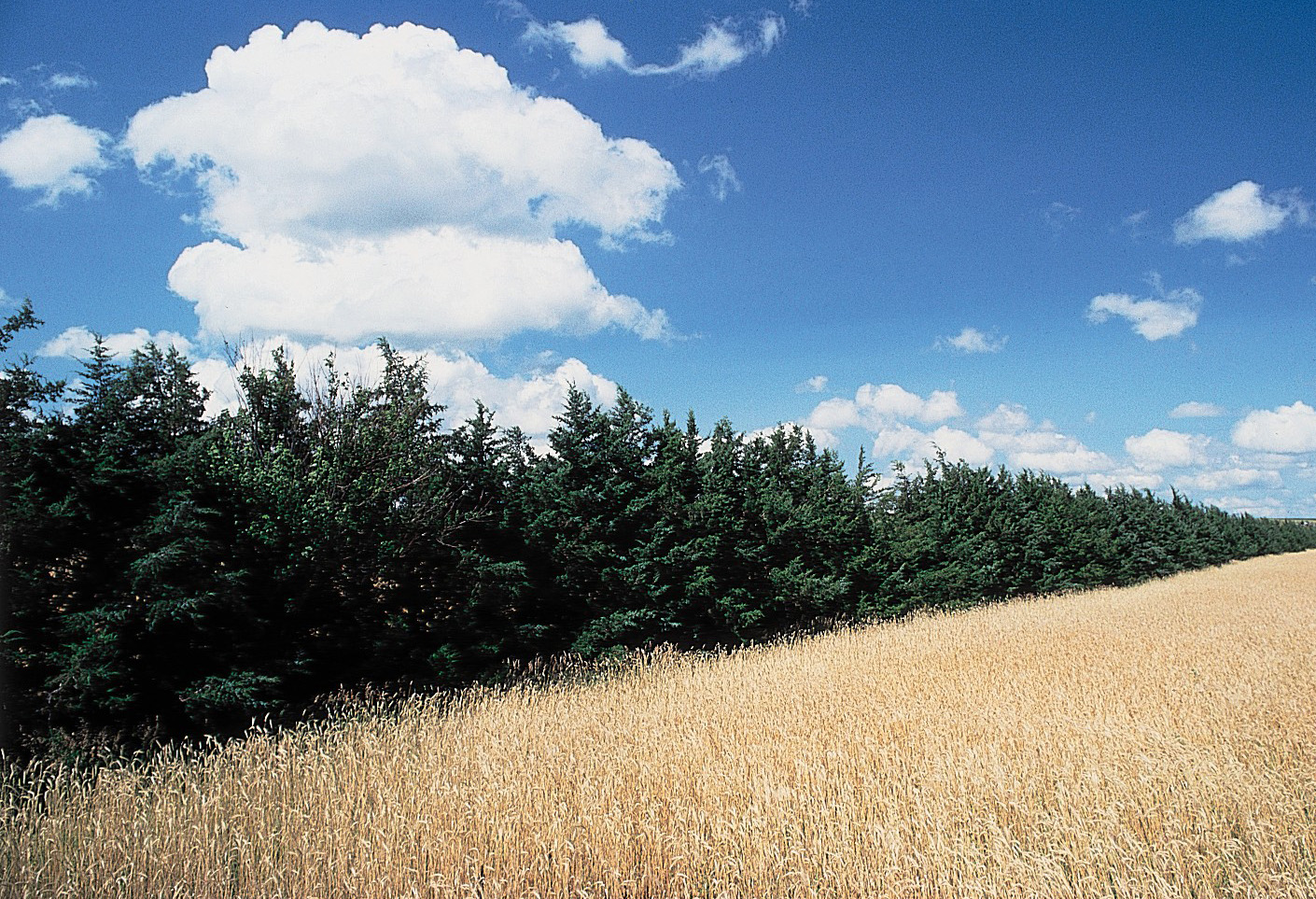